# Equidade (virtude)

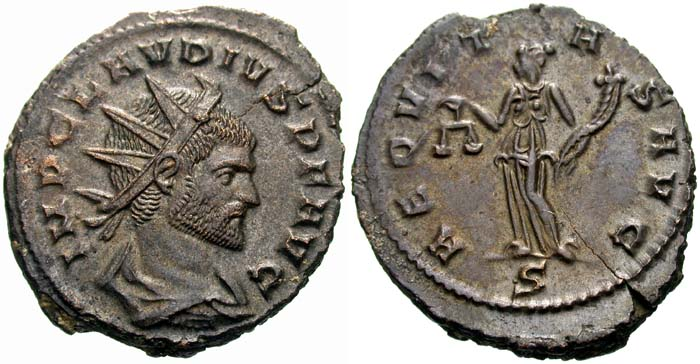
Equidade segurando seus símbolos: a balança e a cornucópia.

Equidade (em latim: Aequitas) era um conceito latino que evocava a noção de justiça, igualdade, conformidade, simetria. Na Roma Antiga, pode referir-se tanto o conceito legal de equidade ou justiça entre indivíduos.
Cícero dividiu a equidade em três partes: a primeira pertencia aos deuses acima (ad superos deos) e que era equivalente à piedade, obrigação religiosa; a segunda que pertencia aos Manes, os espíritos do mundo inferior ou espíritos da morte, que eram sagrados (sanctitas); e a terceira pertencia aos seres humanos (homines) sob a forma da justiça (iustitia).
Durante o Império Romano, Equidade como uma personificação divina era parte da propaganda religiosa do império, sob o nome "Equidade do Augusto" (Aequitas Augusti), que também aparece em moedas. Ela é retratada em moedas segurando uma cornucópia e uma balança (libra), que era frequentemente mais um símbolo da "medida honesta" para os romanos do que de justiça.